# Emil Nyberg
Johan Emil Nyberg, född  16 september 1867 i Visby, död 26 december 1939 i Visby, var en svensk genealog.
Han var underlöjtnant vid Södra Skånska infanteriregementet 1895 och var vikarierande gymnastiklärare vid Visby högre allmänna läroverk 1914-18. Åren 1920-35 var han hospitalssyssloman vid S:t Olofs sjukhus i Visby. Nyberg har för eftervärlden gjort sig känd som genealog med Gotland som specialitet.[källa behövs]
Nybergs bok Gotländsk släktbok: genealogiska och biografiska anteckningar publicerades 1910 och en ny utgåva gavs ut 1938. Den innefattar fullständiga genealogier över omkring 120 namnkunniga gotländska släkter.[källa behövs] I årsboken Gotländskt arkiv publicerade han 1935 uppsatsen Några anteckningar om Köpmansgillet i Visby, dess skrålåda och silverpapegoja.